# Flagi powiatów w województwie mazowieckim
Flagi powiatów w województwie mazowieckim – lista symboli powiatowych w postaci flagi, obowiązujących w województwie mazowieckim.

Flaga województwa mazowieckiego

Zgodnie z definicją, flaga to płat tkaniny określonego kształtu, barwy i znaczenia, przymocowywany do drzewca lub masztu. Może on również zawierać herb lub godło danej jednostki administracyjnej. W Polsce jednostki terytorialne (rady gmin, miast i powiatów) mogą ustanawiać flagi zgodnie z „Ustawą z dnia 21 grudnia 1978 o odznakach i mundurach”. W pierwotnej wersji pozwalała ona jednostkom terytorialnym jedynie na ustanawianie herbów. Dopiero „Ustawa z dnia 29 grudnia 1998 o zmianie niektórych ustaw w związku z wdrożeniem reformy ustrojowej państwa” oficjalnie potwierdziła prawo województw, powiatów i gmin do ustanawiania tego symbolu jednostki terytorialnej. Z tej zmiany skorzystały powiaty, przywrócone w 1999.
W 2025 w województwie mazowieckim swoją flagę miało 35 z 37 powiatów (flagi nie miały powiaty: łosicki – unieważniona uchwała oraz sokołowski) oraz 4 z 5 miast na prawach powiatu (Radom używa nieoficjalnej flagi). Symbol ten, w 2005, ustanowiło samo województwo (zmiana wzoru w 2006).

## Lista obowiązujących flag powiatowych

### Miasta na prawach powiatu
| Powiat           | Wzór | Opis |
| ---------------- | ---- | --- |
| Miasto Ostrołęka |      | Flaga miasta została ustanowiona 24 listopada 1993. Jest to prostokątny płat tkaniny o proporcjach 5:8, podzielony na trzy równe poziome pasy: zielony, złoty i niebieski. Kolory te nawiązują kolejno do związków miasta z Puszczą Zieloną, złotej korony i szponów orła z herbu miejskiego oraz do rzek przepływających przez Ostrołękę. |
| Miasto Płock     |      | Flaga miasta została ustanowiona 15 grudnia 1938. Jest to prostokątny płat tkaniny o proporcjach 5:8, podzielony na trzy poziome pasy: żółty, czerwony i niebieski w stosunku 3:1:3. Kolory nawiązują do barw dawnego munduru wojewódzkiego województwa płockiego, ustanowionego w 1776 r..                                                |
| Miasto Radom     |      | Radom nie posiada oficjalnie ustanowionej flagi. Na ulicach miasta podczas różnych uroczystości pojawiają się jednak flagi w formie prostokątnego płata tkaniny koloru białego, z herbem uroczystym miasta w jego centralnej części. |
| Miasto Siedlce   |      | Flaga miasta została ustanowiona uchwałą nr XXVI/201/92 z 31 marca 1992. Jest to prostokątny płat tkaniny o proporcjach 2:5, podzielony na trzy poziome pasy: dwa białe i niebieski w stosunku 31,5:17:31,5. Z jego lewej strony umieszczono herb miasta.                                                                                  |
| Miasto Warszawa  |      | Flaga miasta została ustanowiona w 1938. Jest to prostokątny płat tkaniny o proporcjach 5:8, podzielony na dwa równe poziome pasy: złoty i czerwony. |

### Powiaty
| Powiat                     | Wzór | Opis |
| -------------------------- | ---- | --- |
| Powiat białobrzeski        |      | Flaga powiatu została ustanowiona 20 czerwca 2001. Jest to prostokątny płat tkaniny, podzielony na trzy pionowe pasy: dwa niebieski i szerszy żółty. W jego centralnej części umieszczono herb powiatu. |
| Powiat ciechanowski        |      | Flaga powiatu została ustanowiona uchwałą nr I/15/124/2000 z 20 listopada 2000. Jest to prostokątny płat tkaniny, podzielony na trzy pionowe pasy: dwa niebieski i szerszy żółty. W jego centralnej części umieszczono herb powiatu. |
| Powiat garwoliński         |      | Flaga powiatu została ustanowiona uchwałą nr XL/277/2002 z 30 kwietnia 2002. Jest to prostokątny płat tkaniny koloru białego, w którego centralnej części umieszczono godło z herbu powiatu oraz dwa równe poziome czerwone pasy. |
| Powiat gostyniński         |      | Flaga powiatu została ustanowiona uchwałą nr XIII/76/2000 z 31 stycznia 2000. Jest to prostokątny płat tkaniny o proporcjach 5:8, podzielony na trzy pionowe pasy: dwa czerwone i błękitny w stosunku 1:3:1. W jego centralnej części umieszczono herb powiatu. |
| Powiat grodziski           |      | Flaga powiatu została ustanowiona uchwałą nr 213/XXXIII/09 z 25 czerwca 2009. Jest to prostokątny płat tkaniny o proporcjach 5:8, podzielony na trzy pionowe pasy: dwa żółte i czerwony w stosunku 1:2:1. W jego centralnej części umieszczono godło z herbu powiatu. |
| Powiat grójecki            |      | Flaga powiatu została ustanowiona uchwałą nr XVII/122/2000 z 28 listopada 2000. Jest to prostokątny płat tkaniny o proporcjach 5:8, podzielony na trzy pionowe pasy: dwa żółte i szerszy zielony. W jego centralnej części umieszczono herb powiatu. |
| Powiat kozienicki          |      | Flaga powiatu, autorstwa Włodzimierza Chorązkiego została ustanowiona 5 czerwca 2002. Jest to prostokątny płat tkaniny o proporcjach 5:8, podzielony na trzy poziome pasy: dwa żółte i błękitny w stosunku 1:4:1. W jego centralnej części umieszczono godło z herbu powiatu. |
| Powiat legionowski         |      | Flaga powiatu, autorstwa Grzegorza Kubalskiego, to prostokątny płat tkaniny o proporcjach 5:8, podzielony na pięć poziomych pasów: błękitny, biały, błękitny, żółty i błękitny w stosunku 2:1:2:1:2. |
| Powiat lipski              |      | Flaga powiatu została ustanowiona uchwałą nr XIII/105/2000 z 28 kwietnia 2000. Jest to prostokątny płat tkaniny o proporcjach 3:5, podzielony na dwa równe poziome pasy: biały i niebieski. W jego centralnej części umieszczono herb Dębno, który jest również symbolem Lipska. |
| Powiat makowski            |      | Flaga powiatu została ustanowiona uchwałą nr XXXVII/187/2002 z 28 czerwca 2002. Jest to prostokątny płat tkaniny o proporcjach 5:8, podzielony na dwa równe pionowe pasy: żółty i czerwony. W jego centralnej części umieszczono herb powiatu. |
| Powiat miński              |      | Flaga powiatu została ustanowiona uchwałą nr XXVII/234/2002 z 26 marca 2002. Jest to prostokątny płat tkaniny o proporcjach 5:8, podzielony na dwa równe poziome pasy: czerwony i błękitny. |
| Powiat mławski             |      | Flaga powiatu została ustanowiona uchwałą nr XXXV/202/2001 z 10 listopada 2001. Jest to prostokątny płat tkaniny o proporcjach 5:8, podzielony na trzy pionowe pasy: dwa czerwone i szerszy biały. W jego centralnej części umieszczono herb powiatu. |
| Powiat nowodworski         |      | Flaga powiatu została ustanowiona uchwałą nr XVII/98/2004 z 29 kwietnia 2004. Jest to prostokątny płat tkaniny o proporcjach 5:8, podzielony na trzy poziome pasy: dwa czerwone i biały w stosunku 1:2:1. W jego centralnej części umieszczono herb powiatu. |
| Powiat ostrołęcki          |      | Flaga powiatu, autorstwa Kamila Wójcikowskiego i Roberta Fidury, została ustanowiona uchwałą nr LXVI/471/2023 z 20 września 2023. Jest to prostokątny płat tkaniny o proporcjach 5:8, podzielony na 5 poziomych pasów: czerwony, biały, czarny, biały i czerwony w stosunku 3:1:2:1:3. Wzór flagi nawiązuje do kurpiowskich pasiaków. |
| Powiat ostrowski           |      | Flaga powiatu to prostokątny płat tkaniny o proporcjach 5:8, podzielony na trzy pionowe pasy: dwa zielone i żółty w stosunku 1:3:1. W jego centralnej części umieszczono herb powiatu. |
| Powiat otwocki             |      | Flaga powiatu została ustanowiona uchwałą nr 266/XXXIV/2002 z 26 czerwca 2002. Jest to prostokątny płat tkaniny o proporcjach 5:8, podzielony na dwa równe pionowe pasy: żółty i czerwony. W jego centralnej części umieszczono herb powiatu. |
| Powiat piaseczyński        |      | Flaga powiatu została ustanowiona uchwałą nr VI/10/07 z 6 czerwca 2007. Jest to prostokątny płat tkaniny o proporcjach 5:8 koloru czerwonego, w którego centralnej części umieszczono godło z herbu powiatu, a pod nim srebrną linię falistą. |
| Powiat płocki              |      | Flaga powiatu została ustanowiona uchwałą nr 44/XXV/2002 z 26 lutego 2002. Jest to prostokątny płat tkaniny o proporcjach 5:8 koloru karmazynowego polskiego, w którego centralnej części umieszczono godło z herbu powiatu. |
| Powiat płoński             |      | Obecna wersja flagi powiatu, autorstwa Marcina Jędrzejaka i Kamila Wójcikowskiego, została ustanowiona uchwałą nr X/60/2024 z 27 listopada 2024. Jest to prostokątny płat tkaniny o proporcjach 5:8 koloru czerwonego, w którego centralnej części umieszczono godło z herbu powiatu. Poprzednia flaga przedstawiała płat o takich samych proporcjach, podzielony w krzyż na cztery części: dwie czerwone i dwie białe (kanton jest biały). W jego centralnej części umieszczono herb powiatu. |
| Powiat pruszkowski         |      | Flaga powiatu to prostokątny płat tkaniny o proporcjach 3:5, podzielony na dwa poziome pasy: szerszy żółty i czerwony. W centralnej części górnego pasa umieszczono herb powiatu. |
| Powiat przasnyski          |      | Flaga powiatu została ustanowiona uchwałą nr XVII/211/2000 z 26 kwietnia 2000. Jest to prostokątny płat tkaniny o proporcjach 5:8 koloru żółtego, w którego centralnej części umieszczono herb powiatu. |
| Powiat przysuski           |      | Flaga powiatu, autorstwa Roberta Fidury i Kamila Wójcikowskiego, została ustanowiona uchwałą nr XXIV/222/2014 z 23 stycznia 2014. Jest to prostokątny płat tkaniny o proporcjach 5:8, podzielony na dwa równe pionowe pasy: błękitny i biały. W jego centralnej części umieszczono herb powiatu. |
| Powiat pułtuski            |      | Flaga powiatu została ustanowiona uchwałą nr XXXIV/228/2002 z 27 lutego 2002. Jest to prostokątny płat tkaniny o proporcjach 5:8, podzielony na trzy pionowe pasy: dwa czerwone i biały w stosunku 1:3:1. W jego centralnej części umieszczono herb powiatu. |
| Powiat radomski            |      | Flaga powiatu, autorstwa Piotra Dymmela została ustanowiona uchwałą nr 134/XV/2000 z 29 maja 2000. Jest to prostokątny płat tkaniny o proporcjach 5:8, podzielony na cztery poziome pasy: biały, czerwony, niebieski i żółty. W jego centralnej części umieszczono herb powiatu. |
| Powiat siedlecki           |      | Flaga powiatu, autorstwa Roberta Szydlika, została ustanowiona 23 lutego 2018. Jest to prostokątny płat tkaniny o proporcjach 5:8, podzielony na dwa równe pionowe pasy: biały i czerwony. Z lewej strony płata umieszczono herb powiatu. |
| Powiat sierpecki           |      | Flaga powiatu została ustanowiona 26 czerwca 2000. Jest to prostokątny płat tkaniny o proporcjach 5:8 koloru czerwonego, w którego centralnej części umieszczono godło z herbu powiatu. |
| Powiat sochaczewski        |      | Flaga powiatu została ustanowiona 3 maja 2002. Jest to prostokątny płat tkaniny o proporcjach 5:8, podzielony na dwa równe pionowe pasy: biały i czerwony. Z lewej strony płata umieszczono herb powiatu. |
| Powiat szydłowiecki        |      | Pierwsza wersja flagi powiatu została ustanowiona uchwałą nr XXX/174/2001 z 28 grudnia 2001, obecna została ustanowiona uchwałą nr XVII/86/2008 z 11 kwietnia 2008. Jest to prostokątny płat tkaniny o proporcjach 5:8 koloru czerwonego, w którego centralnej części umieszczono godło z herbu powiatu oraz dwa równe poziome białe pasy. |
| Powiat warszawski zachodni |      | Flaga powiatu została ustanowiona uchwałą nr XIV/139/2012 z 19 września 2012. Jest to prostokątny płat tkaniny o proporcjach 5:8, podzielony w krzyż na cztery części: dwie czerwone i dwie białe (kanton jest czerwony). Na polach umieszczono symbole z herbu powiatu. |
| Powiat węgrowski           |      | Flaga powiatu została ustanowiona uchwałą nr XXV/152/2001 z 30 marca 2001. Jest to prostokątny płat tkaniny o proporcjach 5:8, podzielony na dwa równe poziome pasy: czerwony i biały. W jego centralnej części umieszczono herb powiatu. |
| Powiat wołomiński          |      | Flaga powiatu została ustanowiona uchwałą nr XXIX-202/2001 z 11 września 2001. Jest to prostokątny płat tkaniny, podzielony na dwa równe pionowe pasy: czerwony i błękitny. Umieszczono na nich symbole z herbu powiatu. |
| Powiat wyszkowski          |      | Flaga powiatu, autorstwa Szymona Kobylińskiego, została ustanowiona uchwałą nr XXX/168/2001 z 19 sierpnia 2001. Jest to prostokątny płat tkaniny o proporcjach 5:8, podzielony na pięć poziomych pasów: złoty, biały, czerwony, biały i zielony w stosunku 2:1:1:1:2. |
| Powiat zwoleński           |      | Flaga powiatu to prostokątny płat tkaniny o proporcjach 5:8, podzielony na dwa równe pionowe pasy: błękitny i czerwony. W jego centralnej części umieszczono herb powiatu. |
| Powiat żuromiński          |      | Flaga powiatu została ustanowiona uchwałą nr X/60/2003 z 3 września 2003. Jest to prostokątny płat tkaniny, podzielony na dwa poziome pasy: żółty i błękitny w stosunku 4:1. W centralnej części górnego pasa umieszczono herb powiatu. |
| Powiat żyrardowski         |      | Flaga powiatu została ustanowiona uchwałą nr XXXI/138/01 z 28 grudnia 2001. Jest to prostokątny płat tkaniny o proporcjach 5:8, podzielony na dwa równe pionowe pasy: żółty i czerwony. W jego centralnej części umieszczono herb powiatu. |